# August Pabst (Schulrat)
August Pabst (auch: August Heinrich Theodor Pabst; * 26. Mai 1823 in Wildemann; † 22. Juni 1907 in Hannover) war ein preußischer Geheimer Oberregierungsrat und Schulrat in Hannover.

## Leben

### Familie
August Pabst wurde zur Zeit des Königreichs Hannover geboren als Sohn des in der Oberharzer Bergstadt Wildemann tätigen Kantors Andreas Pabst und der Augustine Neubauer. Er war der jüngste Bruder von Carl Pabst.
August Pabst heiratete am 31. Mai 1864 Anna Louise (* 10. Januar 1837 in Hundisburg; † 28. August 1916 in Hannover), eine Tochter des Tierzüchters Hermann von Nathusius. Das Ehepaar zeugte sieben Kinder.

### Werdegang
Am 1. November 1845 immatrikulierte sich Pabst an der Universität Göttingen für die Fächer Philologie und Theologie.
Bereits vor 1852 wirkte Pabst als Oberschulinspektor und Collaborateur am Gymnasium Göttingen und wurde später zum Erzieher des  hannoverschen Kronprinzen ernannt. Während Eduard Wenzel lediglich als Musiklehrer für die beiden Königskinder wirkte, wurde Pabst der Titel Oberstudienrat verliehen und für seine Dienst ein Gehalt von jährlich 1000 Reichstalern zuerkannt.
Ab 1854 wirkte Pabst zudem am hannoverschen Konsistorium in der Abteilung für Volksschulsachen, ab 1856 als Hofmeister seines vormaligen Kronprinzen und nunmehrigen Landesherrn.
Nach der Annexion Hannovers durch Preußen wirkte Pabst ab 1867 als Oberschulinspektor.
Das Adressbuch Hannover für das Jahr 1868 verzeichnete den Wohnsitz von August Pabst unter der Adresse Escherstraße 11I, während sein mit ähnlichen Aufgaben betrauter Namensvetter Albert Friedrich Julius Pabst in der Leinstraße 28I wohnte.